# Kazuyuki Toda
Kazuyuki Toda, född 30 december 1977 i Tokyo prefektur, Japan, är en japansk före detta fotbollsspelare.